# Connie Kreski
Connie Kreski (19 de septiembre de 1946, Wyandotte, Michigan – 21 de marzo de 1995, Beverly Hills, California) fue una modelo y actriz estadounidense. Fue la Playmate del mes en enero de 1968 para la revista Playboy, y Playmate del año en 1969. El verdadero nombre de Kreski era Constance Kornacki; tenía pelo largo color caramelo y ojos azules.

## Carrera
Por su título de Playmate del año, recibió numerosos regalos:
- Shelby Mustang GT-500 (fastback 428 Cobra Jet)
- Una bicicleta de 10 velocidades Schwinn Varsity
- Harley-Davidson M-65
- Par de esquís Hart, chaqueta de piel de Alpers Furs y atuendo de Peter Kennedy
- Snowscoot de Arctic Panther con traje de montar
- Bañadores Jantzen swimsuits y equipamiento de submarinismo de US Divers,
- una mesa de billar, joyas, cosméticos, un estéreo para el coche AM/FM, champán, una máquina de escribir...

En abril de 1969, Kreski fue contratada por  Anthony Newley para interpretar el papel femenino de Mercy Humppe en la película de Universal Pictures Can Heironymus Merkin Ever Forget Mercy Humppe and Find True Happiness? La película fue rodada en Malta y estaba protagonizada por Milton Berle, Joan Collins y George Jessel.

## Vida personal
La escritora de Los Angeles Times Joyce Haber mencionó a Kreski en una columna del periódico tan sólo días después del asesinato de Sharon Tate por los seguidores de Charles Manson. Kreski era miembro del círculo social de la asesinada actriz, junto con John Phillips, Michelle Phillips, Tina Sinatra, Jacqueline Bisset, Sharmagne Leland-St. John, Michael Sarrazin y Andrew Prine. Kreski estaba entre los invitados a la mansión que Tate compartía con su marido, el director Roman Polanski, en Cielo Drive en Los Ángeles, California. Haber reportó que algunos de los invitados rechazaron asistir la fatídica noche del 9 de agosto de 1969.

## Muerte
Kreski falleció a causa de una arteria carótida bloqueada el 21 de marzo de 1995 en Beverly Hills, California.

## Apariciones en cine y televisión
- Lost Flight (1969) .... Esposa australiana
- Can Hieronymus Merkin Ever Forget Mercy Humppe and Find True Happiness? (1969) .... Mercy Humppe
- Ironside – "A Matter of Love and Death" .... Arlene (1 episodio, 1969)
- The Bold Ones .... Camarera (1 episodio, 1969)
- Love, American Style - Love and the Big Night/Love and Those Poor Crusaders' Wives/Love and the V.I.P. Restaurant (1970) Episodio (segmento "Love and the V.I.P. Restaurant")
- The Trackers (1971) (TV) .... Becky Paxton
- The Outside Man (1972) .... Rosie
- The Black Bird (1975) .... Chica Señuelo
- Captains and the Kings (1976) (mini) Serie de TV .... Perla Gris
- Aspen (1977) (mini) Serie de TV (sin acreditar) .... Jackie Camerovsky